# Corbeau (suite romanesque)
Pour les articles homonymes, voir Corbeau et Raven.
 (octobre 2014).
Si vous disposez d'ouvrages ou d'articles de référence ou si vous connaissez des sites web de qualité traitant du thème abordé ici, merci de compléter l'article en donnant les références utiles à sa vérifiabilité et en les liant à la section « Notes et références ».
Corbeau (titre original : Raven) est une série littéraire de fantasy écrite par Patricia Briggs composée des romans Aile de Corbeau (Raven's Shadow, 2004) et de la suite, Serre de Corbeau (Raven's Trike, 2005). Les deux romans ont été édités en France chez Milady en 2009 puis réunit en une intégrale en 2012. 
Corbeau raconte les aventures de Tiër, un ancien soldat, de la Voyageuse Séraphe et de leurs enfants.

## Résumés

### Aile du Corbeau
La famille de Tiër l'ancien soldat et de Séraphe la Corbeau-mage est perturbée lorsque Tiër disparaît. Séraphe se retrouve alors rattrapée par sa mission de Voyageuse.
Des années après s'être installée avec Tiër en tant que fermiers, Séraphe s'était habituée à sa vie de solsenti. Mais ces enfants étant tous les trois porteurs d'un Ordre, elle sentait bien que son destin de Voyageur allait les rattraper. La mise en scène de la mort de Tiêr, mise en place par des mages, est l'élément déclencheur qui la ramène à son destin. Avec ses enfants et l'aide d'Hennëa, une mystérieuse Corbeau-mage, elle va découvrir ce qui se cache derrière la mystérieuse organisation qui s'empare des Ordres de Voyageurs.

### Serre du Corbeau
Les aventures de la famille se poursuivent, tandis qu'ils en apprennent davantage sur les origines des Voyageurs. Cette famille semble avoir été choisie pour un destin qui la dépasse...

## Personnages
- Tiër est un ancien soldat, qui sur le chemin du retour rencontre Séraphe, une jeune fille orpheline de seize ans sur le point d'être vendue comme esclave. Il la sauve et l'emmène avec lui. Finalement, en partie pour éviter de reprendre le métier familial, il l'épouse et devient fermier. Il s'avère être Barde.
- Séraphe est la dernière membre d'une famille de Voyageurs. Elle est de l'ordre du Corbeau, et par conséquent douée de pouvoirs magiques. Elle paraît froide au premier abord, mais elle essaye en vérité de maîtriser ses émotions, car la maîtrise de soi est indispensable au contrôle de ses pouvoirs.
- Jësaphi (Jës) est l’aînée des enfants de Tiër et de Séraphe. C'est un Gardien. Il possède une double personnalité, l'une le faisant passer pour un simple d'esprit inoffensif, l'autre le transformant en créature menaçante. Doué d'empathie, il est très sensible aux émotions des gens qui l'entoure, notamment parce qu'en tant que Gardien, provoque un sentiment de peur, au mieux malaise, dans son entourage. Il est amoureux de Hennëa.
- Lehr, le deuxième fils de Tiër et Séraphe, est un Chasseur. Il ne se perd jamais dans les bois et ne rate jamais sa cible. Après sa rencontre avec une Alouette, il en apprend davantage sur son ordre, et est capable de se fondre dans le décor.
- Rinnie, la dernière des enfants de Tiër et Séraphe, est une Sorcière du temps. Elle peut prévoir les tempêtes et contrôler le vent.
- Hennëa est une mystérieuse Corbeau-mage qui se joint à la Séraphe et à ses enfants au cours de leur voyage pour retrouver Tiër. Elle éprouve une forte attirance pour Jës. Mais elle est bien plus qu'elle ne semble être...
- Alinath est la sœur de Tiër. Elle a un sale caractère et n'aime guère Séraphe. Tiër ayant décidé de devenir fermier, c'est elle et son mari Bandor qui ont hérité de la boulangerie familiale.
- Phorän, Vingt-Septième du nom, est un jeune Empereur. Il ne se rend pas compte des manigances qui se trament dans son dos. Lors de ses ballades nocturnes dans le palais, il fait bien des découvertes...
- La Mémoire : créature mystérieuse apparaissant dans l'Aile du Corbeau. Elle se nourrit du sang de Phorän pour survivre, et en échange lui doit une réponse à la question de son choix.
- Avar est le charismatique Septe de Leheigh, et a une grande influence sur Phorän. Est-il lié à l'organisation secrète qui menace l'Empire?
- Willon est un ancien commerçant qui s'est retiré de la capitale pour passer ses vieux jours dans le village de Tiër. Ami de sa famille, ses intentions sont cependant très obscures.

## Les Voyageurs
Descendants des habitants de la cité de Colossaë, ils sont persécutés par les solsenti, c'est-à dire les non voyageurs. Certains membres des Voyageurs naissent membre d'un ordre. Chaque ordre est représenté par un oiseau et doté de particularités qui varient selon les personnalités : 
- Le Corbeau-Mage: l'ordre des mages.
- Le Hibou-Barde est chargé de perpétuer la mémoire des clans de Voyageurs, c'est pourquoi l'un de ses dons est la mémoire. Il est un aussi très lié à la musique, capable de charmer et d'influencer les gens, et discerne le mensonge.
- L'Aigle-Gardien est le protecteur du clan. Aucune magie ne peut l'atteindre. Ordre maudit, il est capable de se transformer en animal et de devenir invisible. Sa seule présence éveille la peur chez les gens.
- Le Faucon-Chasseur aime chasser et a une certaine attirance pour les armes.
- Le Cormoran-Sorcière du temps est capable de prévoir, voire de contrôler le temps qu'il fait.
- L'Alouette-Guérisseuse, comme son nom l'indique, est dotée de pouvoirs de guérison. Elle semble aussi disposer d'une grande longévité.

Les Voyageurs ont un lourd passé qui leur pèse comme une malédiction. Ils seraient responsable de la création du Ténébreux, qui ne cesse de revenir, appelé par des hommes avides de pouvoir. Afin de chasser la présence de l'Ombre, les Voyageurs, peuple nomade, parcourent les routes et combattent les manifestations du mal. Mais leur mauvaise réputation et les croyances des solsenti en fait des persécutés, souvent très mal accueillis.